# Människans genom

Schematisk representation av den mänskliga diploida karyotypen som visar genomet är organiserat i kromosomer, samt annoterade band och subband som ses vid G-banding. Denna ritning visar både den kvinnliga (XX) och manliga (XY) versionen av det 23:e kromosomparet. Kromosomförändringar under cellcykeln visas längst upp i mitten. Det mitokondriella genomet visas i skala längst ned till vänster.
Ytterligare information: Karyotyp.

I människans genom lagras människans genetiska information. Detta består av DNA-sekvenser som kodar för proteiner och annat DNA som inte gör det.  Människans DNA finns i könsceller och somatiska celler. Skillnaderna mellan människors gener är små, men skillnaderna mellan människor och deras närmaste släktingar, bonoboerna och schimpanserna, är större. 
Forskare hade 2022 fastställt hela människogenomets sekvens, men det finns fortfarande mycket att lära om dess funktioner. Icke-kodande DNA har olika funktioner och det finns mycket av det. Y-kromosomen hos män och det kvinnliga genomet har också sekvenserats.

## Översikt
Det mänskliga genomet är en komplett uppsättning av nukleinsyrasekvenser för människor, kodade som DNA inom de 23 kromosomparen i cellkärnor och i en liten DNA-molekyl som finns inom individuella mitokondrier (cellernas kraftverk som producerar energi). Dessa behandlas vanligtvis separat som det nukleära genomet och det mitokondriella genomet. Människans genom inkluderar både DNA-sekvenser som kodar för proteiner och olika typer av DNA som inte kodar för proteiner. Det senare är en mångfacetterad kategori som inkluderar DNA-kodning för icke-translaterade RNA, som för ribosomalt RNA, transfer-RNA, ribozym, små nukleära RNA och flera typer av reglerande RNA. Det inkluderar också promotrar och deras associerade genreglerande element, DNA som har strukturella och replikativa roller, såsom scaffolding-områden, telomerer, centromerer och ursprung för replikation, plus stora antal transponerbara element, infogat viralt DNA, icke-funktionella pseudogener och enkla, högt repetitiva sekvenser. Introner utgör en stor del av det icke-kodande DNA:t. En del av detta icke-kodande DNA är icke-fungerande skräp-DNA, såsom pseudogener, men det finns ingen fast konsensus om den totala mängden skräp-DNA.
Haploida människogenom finns i könsceller (ägg- och spermieceller som skapas under meiosfasen av sexuell reproduktion innan befruktning) och består av 3,054,815,472 DNA-baspar (om X-kromosomen används). Kvinnliga diploida genomer (som finns i somatiska celler) har dubbelt så mycket DNA-innehåll.
Även om det finns betydande skillnader mellan genomet hos olika människor (i storleksordningen av 0,1% på grund av enstaka nukleotidvarianter och 0,6% när man överväger INDELs), är dessa betydligt mindre än skillnaderna mellan människor och deras närmaste levande släktingar, bonoboerna och schimpanserna (ca 1,1% fasta enstaka nukleotidvarianter och 4% när man inkluderar INDELs). Antalet i baspar kan också variera; telomerlängden minskar efter varje omgång av DNA-replikation.
Även om sekvensen av människogenomet har fastställts i sin helhet 2022 genom DNA-sekvensering (inklusive metylering), är det ännu inte fullt ut förstått. De flesta gener har identifierats genom en kombination av höggenomströmningsförsök och bioinformatik, men det återstår mycket arbete för att ytterligare förklara de biologiska funktionerna hos deras protein- och RNA-produkter (särskilt är annoteringen av den kompletta CHM13v2.0-sekvensen fortfarande pågående).) Överlappande gener (OLG) är ganska vanliga, vilket i vissa fall möjliggör att två kodande gener från varje sträng kan återanvända baspar två gånger (till exempel generna DCDC2 och KAAG1). Nya resultat tyder på att de flesta av de enorma mängderna icke-kodande DNA i genomet har associerade biokemiska aktiviteter, inklusive reglering av genuttryck, organisation av kromosomarkitektur och signaler som styr epigenetisk arv. Det finns också ett betydande antal retrovirus i mänskligt DNA, varav åtminstone 3 har bevisats ha en viktig funktion (t.ex. HIV-liknande HERV-K, HERV-W och HERV-FRD spelar en roll i placentaformation genom att inducera cell-cell fusion).
År 2003 rapporterade forskare att de hade sekvenserat 85% av hela människogenomet, men fortfarande 2020 saknades minst 8%.
År 2021 hade forskare fullständigt sekvenserat det kvinnlig genomet (dvs utan Y-kromosomen). Denna sekvens identifierade 19 969 proteinkodande sekvenser, vilket motsvarar cirka 1,5% av genomet, och totalt 63 494 gener, varav de flesta var icke-kodande RNA-gener. Genomet består av reglerande DNA-sekvenser, LINEs, SINEs, introner och sekvenser för vilka ingen funktion ännu har fastställts eller som anses vara rester av föråldrade gener. Människans Y-kromosom, som består av 62 460 029 baspar från en annan cellinje, och finns hos alla män, sekvenserades helt i januari 2022.

I0 maj 2023 meddelade Yale University att ett genombrott avseende studier om människans genom har gjorts. Ira Hall, professor of genetics at Yale School of Medicine and director of the Yale Center for Genomic Health om det nya genombrottet för människans genom: "Den nya referensinformationen är mycket utförligare och förbättrar vår förmåga att analysera mänskliga genom i syfte att upptäcka läkemedel, sjukdomsdiagnostik och genomstyrd precisionsmedicin." (13)